# Friedrich Heftner

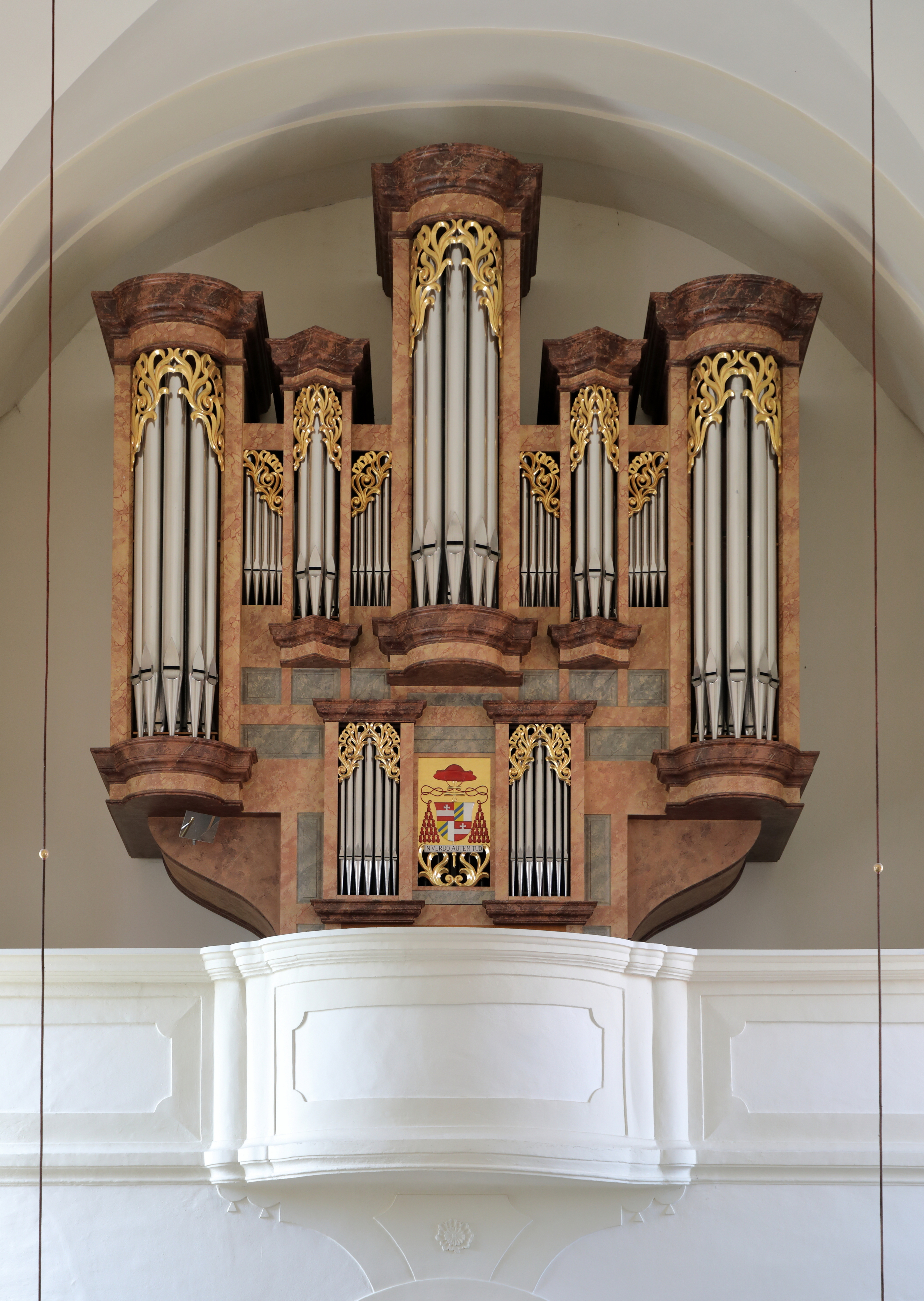
Orgel der Basilika Maria Roggendorf

Friedrich Heftner (* 1955 in Wien) ist ein österreichischer Orgelbaumeister.

## Leben
Der frühere Mitarbeiter von W. Walcker-Mayer & Cie. ist seit 1981 selbständig tätig, indem er die Orgelbaufirma von Gregor Hradetzky übernahm und wirkt hauptsächlich in Niederösterreich. Heftner baute bis 2007 etwa 45 Orgeln. Außerdem restauriert er alte Orgeln und führt Pflege- und Spezialarbeiten durch.

## Werkliste (Auswahl)
| Jahr | Ort                       | Kirche                                      | Bild | Manuale | Register | Bemerkungen                                                                   |
| ---- | ------------------------- | ------------------------------------------- | ---- | ------- | -------- | ----------------------------------------------------------------------------- |
| 1982 | Spitz an der Donau        | Pfarrkirche Spitz                           |      | II/P    | 22       | → Orgel                                                                       |
| 1984 | St. Andrä-Wördern         | Pfarrkirche St. Andrä vor dem Hagental      |      | II/P    | 14       |                                                                               |
| 1984 | Wien                      | Kalasantinerkirche St. Josef                |      | II/P    | 13       | → Orgel                                                                       |
| 1986 | Herrnbaumgarten           | Pfarrkirche Herrnbaumgarten                 |      | II/P    | 17       | → Orgel                                                                       |
| 1986 | Jetzelsdorf               | Pfarrkirche Jetzelsdorf                     |      | II/P    | 10       | → Orgel                                                                       |
| 1986 | Lanersbach                | Pfarrkirche Tux                             |      | II/P    | 16       | → Orgel in Pfarrkirche Tux                                                    |
| 1987 | Ollern                    | Pfarrkirche Ollern                          |      | II/P    | 12       | → Orgel                                                                       |
| 1988 | Schönwies/Tirol           | Pfarrkirche                                 |      | II/P    | 17       |                                                                               |
| 1988 | Eggern                    | Pfarrkirche                                 |      | II/P    | 10       | → Orgel                                                                       |
| 1988 | Engabrunn                 | Pfarrkirche                                 |      | II/P    | 10       | Orgelgehäuse aus 1883                                                         |
| 1989 | Eisgarn                   | Stiftskirche                                |      | I       | 6        | Teil der gesamten Eisgarner Orgel, nur vom Generalspieltisch spielbar → Orgel |
| 1990 | Ainet/Osttirol            | Pfarrkirche                                 |      | II/P    | 15       | → Orgel                                                                       |
| 1991 | Gnas/Steiermark           | Pfarrkirche                                 |      | II/P    | 25       | sein größtes Werk                                                             |
| 1992 | St. Aegyd am Neuwalde     | Pfarrkirche St. Ägidius                     |      | II/P    | 14       | → Orgel                                                                       |
| 1992 | Wiener Neustadt           | Erlöserkirche                               |      | II/P    | 10       | → Orgel                                                                       |
| 1993 | Kaumberg/Niederösterreich | Pfarrkirche Kaumberg                        |      | 2       | 13       | [ 2 ]                                                                         |
| 1994 | Maria Roggendorf          | Basilika Maria Roggendorf                   |      | II/P    | 24       | → Orgel                                                                       |
| 1995 | Purkersdorf               | Pfarrkirche Purkersdorf                     |      | II/P    | 20       | → Orgel                                                                       |
| 1996 | Wien-Döbling              | Kloster der Schwestern vom armen Kinde Jesu |      | II/P    | 16       | → Orgel                                                                       |
| 1997 | Sieghartskirchen          | Pfarrkirche Sieghartskirchen                |      | II/P    | 22       | → Orgel                                                                       |
| 2004 | Wulkaprodersdorf          | Pfarrkirche                                 |      | II/P    | 16       | → Orgel                                                                       |
| 2008 | Gablitz                   | Klosterkirche St. Barbara                   |      |         |          |                                                                               |
| 2013 | Hofstetten-Grünau         | Pfarrkirche Hofstetten-Grünau               |      | II/P    | 15       | → Orgel                                                                       |